# Cryptophaea yunnanensis
Cryptophaea yunnanensis är en trollsländeart som först beskrevs av Davies och Yang 1996.  Cryptophaea yunnanensis ingår i släktet Cryptophaea och familjen Euphaeidae. IUCN kategoriserar arten globalt som otillräckligt studerad. Inga underarter finns listade i Catalogue of Life.